# アンタレス
アンタレス（Antares）またはさそり座α星Aは、太陽系からさそり座の方向約550光年の距離にあり、さそり座で最も明るい恒星で、全天21の1等星の1つ。夏の南の空に赤く輝く、よく知られる恒星の1つである。

## 特徴
スペクトル分類ではM型の赤色超巨星とされている。アンタレスはかつて直径が太陽の230倍とされ、「理科年表」も長らくこの値を採用していたが、実際はもっと大きな星で、直径は太陽の680倍とされている。以前は明るさと表面温度から大きさを推定していたが、現在は干渉計によって実測しており、過去と現在の直径の違いはこれを反映している。明るさは太陽の4万5000 - 12万9000倍と考えられている。
アンタレスはかつては1733日の周期で0.88等から1.8等まで変光するSRA型の半規則型変光星とされていたが、実際はそれほど大きな光度変化は見られず、変光星総合カタログでは0.88等から1.16等まで変光するLC型の脈動変光星と、アメリカ変光星観測者協会では2180日（5.97年）の周期で0.75等から1.21等まで変光するSRC型の半規則型変光星と、各々分類されている。変光の振幅が小さいため、眼視観測ではアンタレスの変光はほとんど確認できず、むしろさそり座δ星の方がアンタレスより変光の振幅が大きく、眼視観測でも変光を確認しやすい。

## 伴星
さそり座α星系は実視連星で、1.09等の主星A（アンタレス）から2.9秒離れたところに5.2等の伴星Bが見える。伴星は主星から550天文単位の距離にあるものと推測されている。2つの星のスペクトル型はアンタレスがM1.5、B星がB2.5であるため、アンタレスが赤く、B星が青白く見えるはずだが、実際には色の対比効果によりB星は緑色に見えることが多い。またアンタレスも「赤」とはいっても「真っ赤」というよりはオレンジがかった赤色に輝いて見える。B星はアンタレスの370分の1の明るさしかないが、それでもなお太陽の170倍の明るさで輝いている。2つの星の光度差が大きいため、分離には口径150mmほどの望遠鏡が必要であると言われるが、長焦点の良好な光学系を持つ80mm屈折望遠鏡で観測の報告例もある。小口径で主星と伴星を分離してみるには、両星の光度差が大きいため望遠鏡の視界のコントラストに影響を与える内面処理も光学系の精度とともに重要である。伴星は主星が月により掩蔽される際に、小口径の望遠鏡で数秒間見ることができる。伴星は、1819年4月13日の月によるアンタレス食の際に発見された。伴星の軌道についてはよく分かっていないが、878年の周期で公転しているものと推測されている。

## 掩蔽（えんぺい）
アンタレスは白道に近い位置にあるので、月による掩蔽すなわち星食が見られることもある。他の恒星が月に隠される場合は、その光は瞬間的に消失するが、アンタレスでは10分の1秒ほどかかる。アンタレスの視直径（見かけの大きさ）が非常に大きいためである。また、黄道から5度以内に位置する4つの1等星のうちの1つであるため、まれに惑星による掩蔽が起きる場合がある。2400年11月17日（前回は紀元前525年9月17日）には、金星によるアンタレス食が起きる。毎年12月2日頃、アンタレスの北5度の位置を太陽が通過する。

## 名称
固有名のアンタレス (Antares) は、ギリシア語名の Άντάρης から来ている。これはギリシア語で ἀντι-Ἄρης すなわち「火星に拮抗する（星）」を意味している。このギリシア語の接頭辞である ἀντι- は多義性があるが、日本語での「アンチ」の語源であることから "against to" ＝「反～」のニュアンスで捉えられしばしば「火星に対抗するもの」と訳されている。また、同様に "rival to" すなわち「火星の敵」とされることもある。しかしながら、ἀντι- には "similar to" との意味合いもあり「火星に似た（星）」とも解釈できる。プトレマイオスによるラテン語版『テトラビブロス』では "Marti comparatur" とあり、後者の意味合いで捉えられている。また、ホメーロス風の表現をするのであれば "equivalent of" すなわち「火星と同等（の星）」というような意味合いになる。黄道の近くに位置することから、この星はときおり火星と接近することがある。そのとき、その赤い色から火星と競い合っているように見えることからその名前が付いたものと考えられている。なお、この名はプトレマイオスの『シンタクシス』に見えるが、星座の神話書、たとえばアラートスの『ファイノメナ』には見えない。2016年6月30日に国際天文学連合の恒星の命名に関するワーキンググループ (Working Group on Star Names, WGSN) は、Antares をさそり座α星Aの固有名として正式に承認した。
ほかに「さそりの心臓」を意味する ラテン語: Cor Scorpii（コル・スコルピイ）や Carbalacrab（アラビア語名 Qalb al-'Aqrab から）や ラテン語: Vespertilio（ウェスペルティリオ）
などの固有名がある。

和名のアカボシ（赤星）や、中国名を大火（たいか）あるいは単に火（か）と呼ぶのも、この星の色に由来している。『詩経』「豳風(ひんぷう)七月」には「七月流火」の句があるが、「火」はこの星を指しており火星のことではない。「黄昏時に火が西へ沈む」ことで秋の訪れを意味するが、しばしば「火の如く暑くなる七月」とも誤解される。

## アンタレスと関連のある天体

### IC 4606
別名vdB107とも呼ばれる。HII領域であり、アンタレスの周りを取り囲んで赤く輝いている。IC 4606は、他のHII領域のようにHα線も観測されているが、主に1階電離の鉄による輝線で光る星雲である。

### Cr302
アンタレスはさそり─ケンタウルスアソシエーション（さそり─ケンタウルス運動星団或いはさそり─ケンタウルス星流とも呼ばれる）の最も明るいメンバーであるが、そのなかでアンタレスを中心としたさそり座周辺（てんびん座、へびつかい座も含む）の星を特にCr302（さそり座OB2またはアンタレス運動星団とも呼ばれる）と呼ぶ。Cr302は散開星団に分類されるが、明るい星が多いものの散開星団としてはまばらなので見応えはあまりない。

#### Cr302の主なメンバー一覧
- さそり座α星：アンタレス
- さそり座β星
- さそり座δ星
- さそり座μ星
- さそり座ν星
- さそり座ο星
- さそり座π星
- さそり座ρ星
- さそり座σ星
- さそり座τ星
- さそり座ω星
- さそり座1番星
- さそり座2番星
- さそり座13番星
- さそり座22番星

- へびつかい座ζ星
- へびつかい座χ星
- てんびん座ζ星
- てんびん座λ星
- てんびん座τ星
- てんびん座47番星
- てんびん座48番星